# 쿵후보이 친미
쿵후보이 친미(일본어: 鉄拳チンミ 뎃켄친미[*])는 마에카와 다케시의 만화로 1983년 12월호부터 1997년 2월호까지 고단샤의 《월간 소년 매거진》에 연재되었다. 1987년 제11회 고단샤 만화상 소년부분 수상작이다. 단행본 35권 문고본 18권이 있다. 중국의 권법을 주제로 주인공 친미가 수행하는 과정을 그린 만화이다. 1988년에는 테레비 아사히계에서 애니메이션으로 방영하였지만, 본작에 등장하지 않는 인물 등 원작과 다른 부분이 많다.
속편으로는《신 쿵후보이 친미》(주간 소년 매거진, 단행본 20권, 문고판 10권),《쿵후보이 친미 Legends》(월간 소년 매거진 연재중, 간행 9권)이 있는 장편 만화이다. 또, 번외편으로 그려진《쿵후보이 친미 외전》(간행 2권)이 있다. 대한민국에서는 해적판으로 쿵후소년 용소야로 출간된 적이 있으며, 도서출판 대원에서 정식 한국어판으로 쿵후보이 친미로 간행하고 있다.